# Ostslowakischer Bauernaufstand

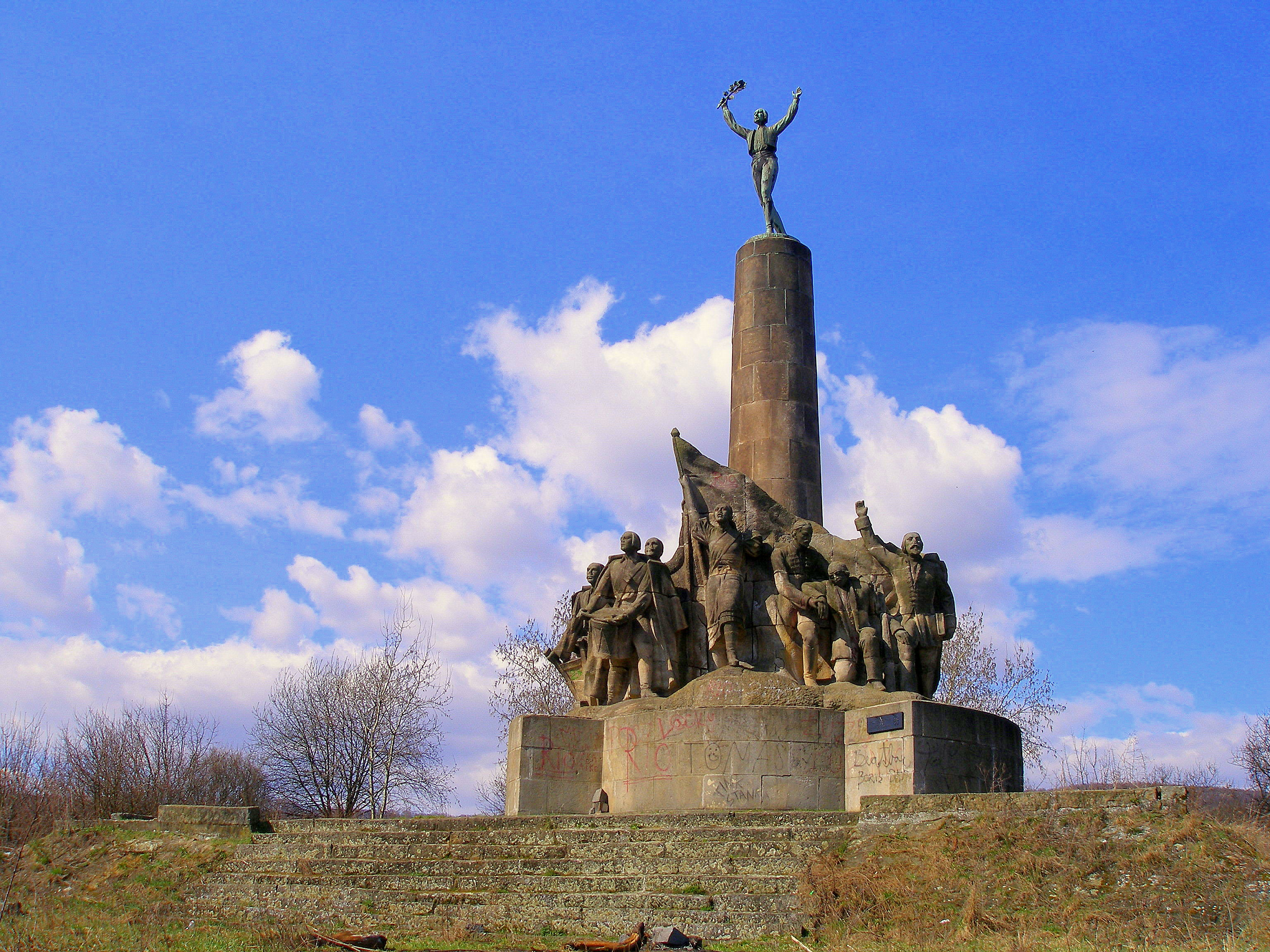
Denkmal in Haniska bei Prešov

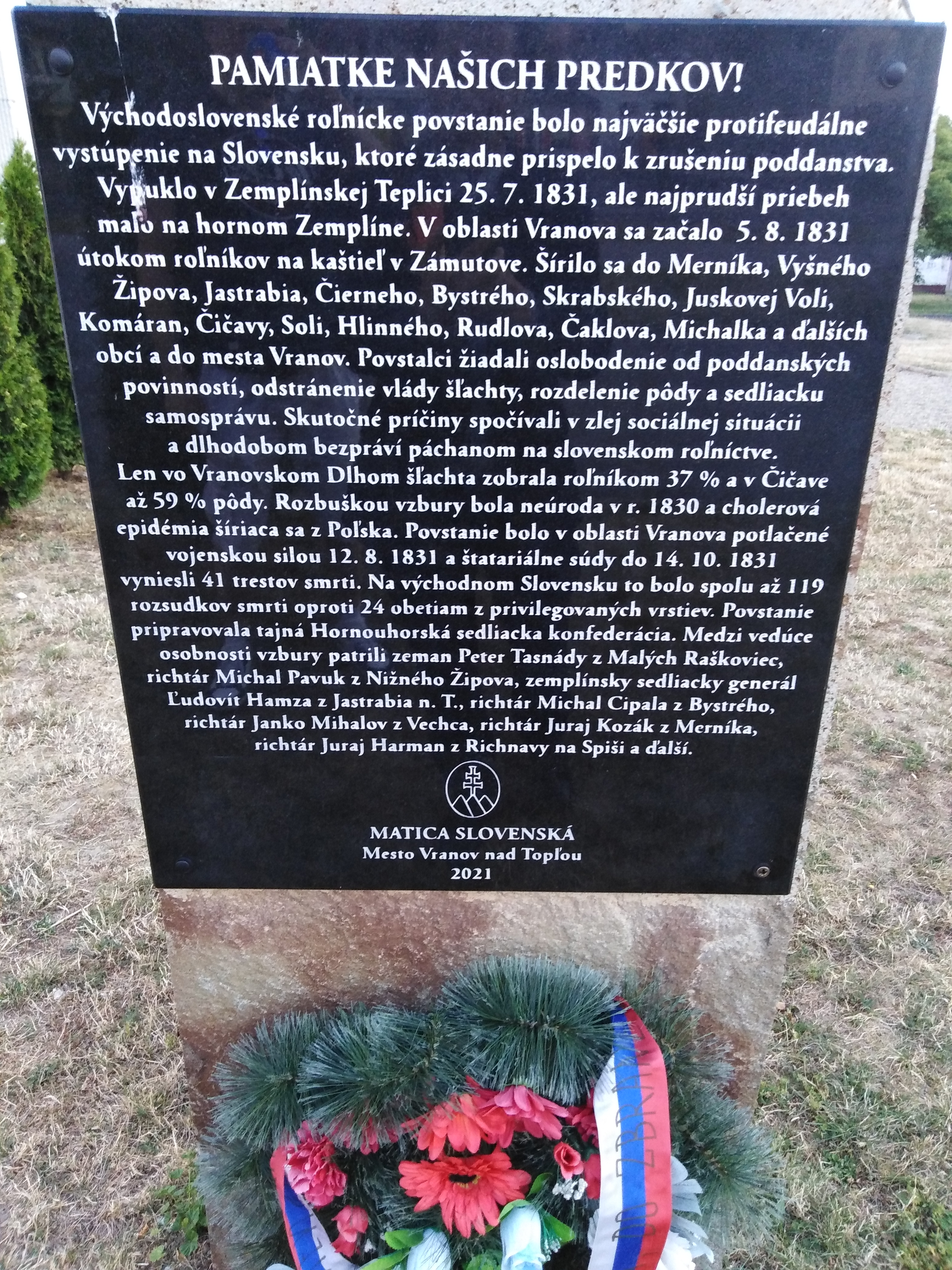
Denkmal für den ostslowakischen Landwirtschaftsaufstand, das in Vranov nad Topľou vom Vorsitzenden der Matica slovenská Marián Gešper, der auch der Autor des Textes ist, aufgestellt wurde

Der Ostslowakischer Bauernaufstand  oder Choleraaufstand (slowakisch Východoslovenské roľnícke povstanie, ungarisch kolerafelkelés oder koleralázadás) war ein Bauernaufstand in der Slowakei (damals im Königreich Ungarn) im Jahre 1831.
Im Mai 1831 breitete sich in der Ostslowakei von Galizien her die Cholera aus. Die anschließenden Hygienemaßnahmen der Behörden haben bei der unwissenden und hungernden Bevölkerung im Sommer einen Aufstand ausgelöst, an dem 40.000 Aufständische beteiligt waren. Dass die Ernte von 1830 schlecht ausfiel, hatte für Unruhen gesorgt. Ein anderer Faktor war, dass die Region übervölkert war. Die Unruhen fingen zuerst in Kaschau an und in kurzer Zeit breiteten sie sich in die Komitate Sáros und Szepes aus. Die Armee konnte erst im November den Aufstand unter Kontrolle bringen. Viele Bauern, die an der Rebellion teilnahmen, wurden getötet.
Nahe Haniska am Berg Furča wurde ein Denkmal für die Opfer aufgestellt. Es stammt vom Bildhauer Jozef Pospíšil und steht unter Denkmalschutz.